# 铁良
铁良（1863年4月5日—1938年6月8日），字宝臣，穆尔察氏，满洲镶白旗人。清朝末年军事及政治人物。

## 生平
初在荣禄幕府内，后被举荐兵部，升右侍郎，会办京旗练兵。
1903年清廷成立练兵处，统一对新军的领导，戶部侍郎鐵良任襄同办理，总理为庆亲王奕劻，袁世凯为会办练兵大臣。同年赴日本参观军事演习，回国后擢为户部尚书。
1904年8月，铁良離京，先后前往上海、苏州、南京、芜湖、武昌等地。鐵良將八省的土膏捐税收归中央；改编或解散张之洞、魏光焘等督抚創辦的勇营武装；控制江南制造局的经费及用人权。1905年2月，鐵良北返回京路过河南安阳時，因天色已晚，火车不能行走，铁良下车乘轿前往城中的行馆休息。途中革命党人王汉奔向轿前，向轿内连开三枪，可均未击中铁良，随后王漢跳井自杀。
1905年入军机處。
1906年官制改革，兵部、练兵处和太仆寺统一为陆军部，离任军机，专任陆军部大臣。
1908年慈禧太后、光绪帝死，铁良因劝说隆裕太后训政，企图排挤摄政王载沣未遂。1910年2月，被罢免陆军部尚书。闲居在家一年后，外放南京，调任江宁将军。
1911年辛亥革命，革命党之江浙联军攻打江宁，铁良率部下張勛抵抗。江宁陷落后，铁良乘日本兵舰逃上海，被朝廷免职。回到北京后，与載洵、載濤、良弼等结為君主立宪维持会（俗稱宗社党），反对清帝逊位。
民国后，迁居天津英租界。时往来于青岛、大连及日本等地，与肃亲王善耆等策划复辟清室。
1917年張勛入京調停府院之爭，鐵良乘機鼓吹張勛率辮軍擁立宣統帝，7月1日宣統登基復辟，但復辟僅十二日，就被段祺瑞討平。
1931年参与策划挟持溥仪前往奉天。
1938年病死于天津英租界戈登道寓所，溥儀諡莊靖。